# Doriella distincta
Doriella distincta là một loài ruồi trong họ Tachinidae.